# Eve Ensler

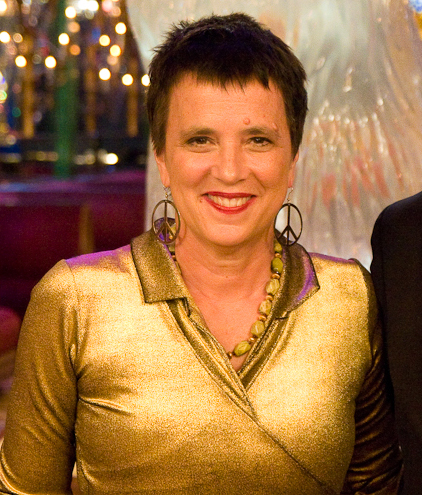
Eve Ensler (2011)

Eve Ensler (* 25. Mai 1953 in New York City, New York) ist eine US-amerikanische Dramatikerin, Schriftstellerin, Künstlerin und feministische Aktivistin, die durch das Theaterstück Vagina-Monologe einem breiteren Publikum bekannt wurde. 1998 gründete sie den V-Day, einen internationalen Aktionstag gegen Gewalt an Frauen, und initiierte 2012 den weltweiten Kampagnentag One Billion Rising.

## Leben
Eve Ensler wuchs in Scarsdale, New York auf. Ihr Vater war Dienstbote in einem Haushalt der Manhattaner Oberschicht. Ab dem Alter von fünf bis zu ihrem Auszug aus dem Elternhaus mit sechzehn Jahren wurde sie von ihm sexuell missbraucht und misshandelt. Als Folge des Missbrauchs litt Ensler viele Jahre an einer Posttraumatischen Belastungsstörung, die sich erst besserte, als sie im Alter von 23 Theaterstücke zu schreiben begann. Ihr Engagement für ein Ende der Gewalt an Frauen und Mädchen kann als Folge dieser Erfahrungen gesehen werden.
Eve Ensler studierte Poesie und Drama am Middlebury College in Vermont; sie schloss das Studium 1975 ab. Drei Jahre später heiratete sie den Schauspieler Richard McDermott und wurde Adoptivmutter seines damals 15-jährigen Sohnes Dylan McDermott. Die Ehe endete 1988.

## Werk
1995 begann sie an den Vagina-Monologen zu arbeiten. Zunächst im Cornelia Street Café in Greenwich Village aufgeführt, wurden sie schließlich in 48 Sprachen übersetzt und in über 140 Ländern auf der ganzen Welt uraufgeführt, unter anderem mit darstellerischer Beteiligung durch Jane Fonda, Whoopi Goldberg, Glenn Close, Susan Sarandon, Cyndi Lauper und Oprah Winfrey. Das Stück wurde mit dem Obie Award sowie mit dem Elliot Award for Outstanding Solo Performance und dem Jury Award für Theater innerhalb des U.S. Comedy Arts Festival ausgezeichnet. 1998 wurden die Vagina-Monlogues mit einer Einführung und einer Laudatio auf Eve Ensler von Gloria Steinem als Buch veröffentlicht.
Die Vagina-Monologe inspirierten Ensler 1998 den V-Day (victory over violence) zu begründen. Er findet jeweils am 14. Februar, dem Valentinstag, statt als eine globale Kampagne, die Gewalt gegen Frauen und Mädchen bewusst machen soll. V-Day-Aktivitäten schließen Kampagnen gegen Weibliche Genitalverstümmlung, Vergewaltigung und sexuelle Belästigung ein. Diesem Anliegen hat Ensler ihr Leben gewidmet.
Enslers Drama Necessary Targets: A Story of Women and War, erstmals 1996 produziert und 2001 als Buch veröffentlicht, zeichnet die Geschichte von zwei US-amerikanischen Frauen nach, die bosnische Frauen, Überlebende von Vergewaltigungen, in einem Flüchtlingslager treffen. Es wurde mit Glenn Close und Marisa Tomei in den Hauptrollen in Sarajewo aufgeführt. Meryl Streep und Anjelica Huston lasen das Stück 2002 in New York, Vanessa Redgrave in London.

## Schriften (Auswahl)
Theaterstücke
- The Vagina Monologues, Villard 1998.
  - Die Vagina-Monologe, Edition Nautilus, erste Auflage 2000.
- Necessary Targets, Villard 2001.
- The Good Body, William Heinemann, 2004.

Andere
- Vagina Warriors (mit Joyce Tenneson, Fotos), Little, Brown & Company, 2005.
- Insecure at Last: A Political Memoir, 2007.
- I Am an Emotional Creature: The Secret Life of Girls Around the World, 2011.

## Filme
- The Vagina Monologues, Filmadaption des Theaterstücks  mit Eve Ensler in der Hauptrolle, Regie: Joe Mantello, 2002
- Until The Violence Stops, Dokumentation, Regie: Abby Epstein, 2003
- What I want my Words to do to you, Dokumentation, Regie: Madeleine Gavin, Gary Sunshine, Judith Katz, 2004

## Auszeichnungen
- 1997: Berilla-Kerr Award für Theater
- 1997: Obie Award für Vagina Monlogues
- 2003: Freedom of Expression Award, Sundance Filmfestival, für What I want my Words to do to you
- 2011: Tony Award (Isabelle Stevenson Award)

Akademische Förderung und Auszeichnung
- 1999: Guggenheim Fellowship für dramatische Texte
- 2003: Ehrendoktorwürde des Middlebury College